# Atika
| Atika                                                                                      | Atika |
| ------------------------------------------------------------------------------------------ | --- |
| Teer:                                                                                      | 7 mg |
| Nikotin:                                                                                   | 0,6 mg |
| Kohlenmonoxid:                                                                             | 8 mg |
| Tabakzusatzstoffe:                                                                         | Wasser, Glycerin, Invertzucker, 1,2-Propylenglycol, Zucker und/oder Zuckersirup, Kakao und Kakaoprodukte, Aroma, Stickstoff |
| Stand 03/2007. Die Angaben gelten für die auf dem deutschen Markt erhältlichen Zigaretten. | |

Atika war eine Zigarettenmarke, die unter dem Namen „ATIKAH“ 1889, im Gründungsjahr der Dresdner Zigarettenfabrik Delta, eingeführt wurde. Echt türkisch verhieß die Packungsaufschrift der neuen Zigarettenmarke, die später vom Markt verschwand. 
Um sich in dem stark wachsenden Segment der nikotinarmen Zigaretten zu behaupten, führte der Hersteller Reemtsma 1966 eine bewusst hochpreisige Zigarette unter dem noch aus der Vorkriegszeit bekannten Namen „Atika“ ein. Da nikotinarme Tabake einen eher schwachen Geschmack haben, wurde die Mischung zur Geschmackssteigerung mit verschiedenen Aromen getränkt („Würztabak“). Der Werbeslogan „Es war schon immer etwas teurer, einen besonderen Geschmack zu haben“ ist mittlerweile Allgemeingut geworden und wird kaum mehr mit der Zigarettenmarke in Verbindung gebracht. 
Im Mai 2016 teilte der Reemtsma-Konzern mit, dass er die Produktion der Marke Atika eingestellt habe.